# Neosauropoda
Neosauropoda je klada unutar Dinosauria, koju je 1986. osmislio argentinski paleontolog Hoze Bonaparta i trenutno je opisana kao Saltasaurus loricatus, Diplodocus longus, i sve životinje direktno potiču od svog najskorijeg zajedničkog pretka. Grupa se sastoji od dve podgrupe: Diplodocoidea i Macronaria. Nastala je u ranoj juri i opstala do izumiranja iz perioda krede i paleogena, Neosauropoda sadrži većinu rodova sauropoda, uključujući rodove kao što su Apatosaurus, Brachiosaurus, i Diplodocus. Takođe uključuje divove kao što su Argentinosaurus, Patagotitan i Sauroposeidon, a njeni članovi ostaju najveće kopnene životinje koje su ikada živele.

## Spoljašnje veze
- Vertebrate Paleontology (University of Bristol)
- TaxonSearch entry for Neosauropoda